# Тропы против женщин в видеоиграх
«Тропы против женщин в видеоиграх» (англ. Tropes Vs. Women in Video Games) — серия видеороликов, созданных феминисткой Анитой Саркисян и опубликованных на YouTube. Сериал затрагивает использование устоявшихся гендерных стереотипов о женщинах в видеоиграх. Его создание финансировалось за счёт краудфандинговой компании, запущенной на Kickstarter. Сериал привлёк внимание широкой общественности после того, как Саркисян стала жертвой массовой травли и преследований на почве сексистской ненависти. Сериал выходил на канале FeministFrequency с марта 2013 по апрель 2017 года, он включает 18 серий.
В своём сериале Саркисян приводит в пример и критикует устоявшиеся женские образы в видеоиграх, которые ориентируются на гетеросексуальную мужскую аудиторию. Она также затрагивает проблему полового дисбаланса в играх в пользу мужских персонажей и злоупотребление сексуальной объективации женских персонажей. Критике подвергаются в основном американские и японские игры. Саркисян приводит и положительные примеры видеоигр, с правильной, по её мнению, репрезентацией женских персонажей. На протяжении выпуска сериала Саркисян стала предметом критики, ненависти и травли со стороны сторонников геймергейта и даже была вынуждена покинуть свой дом из-за поступавших угроз физической расправы. Западная пресса в целом положительно отозвалась о сериале, хотя он подвергался и критике. Журналисты заметили, что негативная оценка была в целом «заглушена» и дискредитирована неконструктивными и личностными оскорблениями в адрес Саркисян.

## Предыстория
В 2009 году Саркисян запустила свой веб-сайт Feminist Frequency — сайт феминистской критики, но и ориентированный на молодую аудиторию. В 2011 году она создала серию видеороликов на YouTube под названием «Tropes vs. Women» в рамках сотрудничества с феминистским журналом Bitch. В них она критиковала устоявшиеся женские стереотипы в фильмах, сериалах и иных видах средств массовой информации. По мнению Саркисян, данные образы способствуют укреплению отрицательных и вредных для женщин стереотипов. После успеха «Tropes vs. Women» Саркисян решила снять ещё один сериал похожей тематики. В 2012 году активистка была приглашена на интервью с представителями студии Bungie, где была затронута тема изображения сильных женских персонажей в видеоиграх; интервью было в целом положительно воспринято в средствами массовой информации, и Саркисян решила глубже изучить тему репрезентации женщин в видеоиграх. В частности, ей пришла идея затронуть в своём будущем сериале популярный в видеоиграх женский образ «девы в беде», сериал должен был быть построен на критике данного архетипа.
В мае 2012 года Саркисян запустила сбор денежных средств на Kickstarter на финансирование своего нового сериала «Тропы против женщин в видеоиграх». Изначально активистка планировала создать всего шесть серий продолжительностью в 10—20 минут. Сбор средств был запущен 17 мая 2012 года, а запланированная сумма была собрана почти за одни сутки. Саркисян объявила, что расширит свой проект и охватит более разнообразные темы, связанные с женщинами и женскими персонажами в видеоиграх.
Проект на Kickstarter также стал объектом повышенного внимания со стороны определённых кругов среди геймеров и альтернативных правых, устроивших организованную травлю на женоненавистнической почве. Злоумышленники отправляли Саркисян угрозы убийства и изнасилования, взламывали её веб-страницы и социальные сети, пытались испортить статью в Википедии и размещали в Интернете многочисленные комментарии оскорбительного характера. Один из злоумышленников создал компьютерную игру, позволяющую игрокам избивать изображение Саркисян. Сторонники активистки в ответ на травлю поддержали Саркисян дополнительными денежными средствами, в итоге к 15 июня денежные пожертвования на сериал составили 158 922 доллара от 6968 пользователей. Вышеописанные события вызвали широкое освещение в западной прессе и способствовали привлечению внимания к проблеме мизогинии в культуре видеоигр.

## Производство
После завершения сбора средств на Kickstarter Саркисян заметила, что в итоге она собрала гораздо больше средств на создание сериала. Это позволило ей переработать его концепцию и начать работу над более масштабным проектом, включающим большее количество материала и серий.
Выход первой серии состоялся 7 марта 2013 года. Задержка её выхода заставила некоторых критиков Саркисян усомниться в том, что она тратит деньги по назначению. Однако несколько редакторов встали на защиту Саркисян, указывая на то, что новый сериал по своему содержанию и качеству явно превосходит её ранний проект. Фрузина Эрдёг также советовала активистке открыто отчитываться о денежных расходах на сериал, чтобы лишить возможности противников «обращаться к единственному адекватному аргументу» и давать рекомендации другим видеоблогерам.
Выход второй и третьей серий состоялся 28 мая и 1 августа 2013 года. Вторая серия на короткое время оказалась заблокированной на YouTube из-за жалоб, но была быстро восстановлена. Выход пятой серии состоялся 17 июня 2014 года. В ней затрагивалась тема женских персонажей как декораций для фона и в качестве сексуальных объектов.
В январе 2015 года Feminist Frequency опубликовала отчёт, в котором излагались планы на продолжение сериала. Редакция объявила, что планирует к выпуску два новых сериала. Первый из них должен был затрагивать тему положительной репрезентации женщин в видеоиграх, а второй сериал — «мужской идентичности» в играх. Последняя серия под названием «Леди-Компаньон» была опубликована 27 апреля 2017 года. Тогда Саркисян планировала при поддержке Feminist Frequency выпустить ещё один сериал.

## Список серий
| Название | Дата выхода       | Просмотры на Youtube (в миллионах по состоянию на 23 января 2019 года) |
| --- | ----------------- | ---------------------------------------------------------------------- |
| Damsel in Distress: Part 1 (с англ. — «Дева в беде: Часть 1») | март 7, 2013      | 2,97                                                                   |
| В первой серии обсуждается популярный в видеоиграх архетип «девы в беде» — пассивной женщины, оказавшейся в беде и ждущей, что её спасёт мужской герой, которым управляет игрок. Саркисян рассматривает истоки данного архетипа начиная с древних мифов, классической литературы, заканчивая кино и видеоиграми, в том числе в таких знаменитых франшизах, как Mario и Zelda. |                   |                                                                        |
| Damsel in Distress: Part 2 (с англ. — «Дева в беде: Часть 2») | май 28, 2013      | 1,36                                                                   |
| Вторая серия углубляется в определённые сюжетные тропы «девы в беде», её наиболее жестокие и мрачные вариации, особенно распространённые в видеоиграх начала 21 века, такие как «одноразовые женщины» — которых убивают в начале сюжета, тропы «удара милосердия» или «женщины в холодильнике». Проще говоря, ситуация, когда как правило второстепенный женский персонаж «приносится в жертву», чтобы мотивировать месть главного мужского героя, которая ляжет за основу сюжета. |                   |                                                                        |
| Damsel in Distress: Part 3 (с англ. — «Дева в беде: Часть 3») | август 1, 2013    | 0,98                                                                   |
| Третья серия рассматривает возможные нестандартные повороты в тропе «девы в беде», например сюжеты с «юношей в беде» и ироничный взгляд на сексистские тропы, встречающийся в культуре ретрогейминга. |                   |                                                                        |
| Ms. Male Character (с англ. — «Мисс мужской персонаж») | ноябрь 18, 2013   | 1,28                                                                   |
| Четвёртое видео описывает другой популярный троп — «Мисс мужского персонажа», в котором женский персонаж — это просто женская копия известного мужского персонажа со стереотипно женскими чертами. Характерный пример — Ms. Pac-Man. Вторая часть видео посвящена ещё одному популярному тропу, встречающемуся как в играх, так и фильмах или мультфильмах — «принципу Смурфетты», формы токенизма, когда в исключительно мужской команде присутствует единственный женский персонаж, выраженно женственный и обладающий стереотипными женскими чертами                                             |                   |                                                                        |
| Women as Background Decoration: Part 1 (с англ. — «Женщина как декорация заднего плана: Часть 1») | июнь 16, 2014     | 0,94                                                                   |
| Пятое видео затрагивает популярную в видеоиграх практику использования женских персонажей как «фонового украшения», когда второстепенные женские персонажи выполняют роль сексуальных объектов, служат в качестве декорации, в некоторых случаях игровой персонаж может вступать с ними в сексуальные взаимодействия или они могут стать жертвой изнасилования. Такие сюжетные аспекты вводятся, чтобы придать истории более жестокий и яркий характер |                   |                                                                        |
| Women as Background Decoration: Part 2 (с англ. — «Женщина как декорация заднего плана: Часть 2») | август 25, 2014   | 1.22                                                                   |
| Шестое видео развивает тему женского персонажа, как фонового украшения, где игровой сюжет затрагивает сексуализацию женских персонажей и насилие против них, как способ лучше отразить характер значимых для истории и злых мужских персонажей. |                   |                                                                        |
| The Scythian — Positive Female Characters in Video Games (с англ. — «Скифка — положительный пример женского персонажа в видеоигре») | март 31, 2015     | 0,36                                                                   |
| Седьмая серия рассказывает о положительном примере изображения женского персонажа — главной героине скифке из игры Superbrothers: Sword & Sworcery EP. |                   |                                                                        |
| Jade — Positive Female Characters in Video Games (с англ. — «Джейд — положительный пример женского персонажа в видеоигре») | май 12, 2015      | 0,29                                                                   |
| Восьмая серия продолжает тему изображения положительных примеров женских персонажей, в частности Саркисян обсуждает героиню Джейд из Beyond Good & Evil. |                   |                                                                        |
| Women as Reward (с англ. — «Женщина как награда») | август 31, 2015   | 0,58                                                                   |
| Девятая серия затрагивает тему использования полуобнажённых и сексуальных женских персонажей в качестве вознаграждения за денежную плату, в виде загружаемого контента или бонуса за предварительный заказ. |                   |                                                                        |
| Women as Reward — Special DLC Mini-Episode (с англ. — «Женщина как награда — дополнительный мини-эпизод») | сентябрь 14, 2015 | 0,48                                                                   |
| В десятом видео Саркисян обсуждает главных управляемых женских персонажей, которые часто сексуально объективируются с помощью подборки специальных ракурсов камеры или полуобнажённой одежды, часто обнажающей живот, ноги и ягодицы героини. Мужские игровые персонажи, наоборот, как правило одеты в более закрытую одежду, а их ягодицы всегда скрыты. |                   |                                                                        |
| Strategic Butt Coverings (с англ. — «Стратегическое покрытие для ягодиц») | январь 19, 2016   | 0,71                                                                   |
| В одиннадцатом видео обсуждается анимация женских персонажей, которая часто используется для того, чтобы дополнительно сексуализировать женщин. Само же видение мира и действительности в игре предаётся через мужской взгляд |                   |                                                                        |
| Body Language & The Male Gaze (с англ. — «Язык тела и мужской взгляд») | март 31, 2016     | 0,26                                                                   |
| Двенадцатое видео описывает распространённые сексуальные наряды, которые носят женские персонажи. Саркисян замечает, что походка женщин часто напоминает «выступление на подиуме» в противовес естественной походке мужчин, также женские персонажи бегают и сражаются на высоких каблуках, что в принципе невозможно. |                   |                                                                        |
| Lingerie is not Armor (с англ. — «Бронелифчик — не броня») | июнь 6, 2016      | 0,30                                                                   |
| В тринадцатом выпуске Саркисян обсуждает женских персонажей — солдат с полуобнажёнными телами, которые должны быть крайне уязвимыми для атак, в этих же играх мужские персонажи, напротив, одеты в закрытую и практичную броню. Также в играх сексуальность героини преподносится как что-то, что она контролирует без каких-либо последствий для себя, в то время как в реальности сексуальные женщины подвержены многократному риску домогательств и сексуального насилия, после чего они априори остаются виноватыми.                                                                            |                   |                                                                        |
| «'Are Women Too Hard To Animate?' (с англ. — «Женщин сложно анимировать?»)» | июль 27, 2016     | 0,37                                                                   |
| В четырнадцатом выпуске Саркисян затрагивает тему нехватки женских персонажей — злодеев и в многопользовательских играх. А если они там присутствуют, то выделяются полуоголёнными и сексуальными телами. Саркисян также приводит в пример игры с достигнутым половым равенством. |                   |                                                                        |
| «'All the Slender Ladies: Body Diversity in Video Games' (с англ. — «Все дамы стройные: Разнообразие тел в видеоиграх»)» | сентябрь 1, 2016  | 0,40                                                                   |
| Пятнадцатый выпуск затрагивает тему того, что подавляющее большинство женских персонажей молоды и обладают стандартизированным, «рандомным» телосложением — сексуальным с точки зрения мужского игрока, мужские персонажи, в противовес, обладают куда большим возрастным, внешним и силовым разнообразием. |                   |                                                                        |
| «'Sinister Seductress' (с англ. — «Зловещая соблазнительница»)» | сентябрь 28, 2016 | 0,15                                                                   |
| Шестнадцатый выпуск исследует популярный в видеоиграх приём объединения сексуальности женщины с её смертоносностью, данный троп встречается ещё в древней литературе и, по мнению Саркисян, был одной из причин практики охоты на ведьм в средневековье. Также Саркисян затрагивает образ роковой женщины — злого женского персонажа, который использует свою сексуальность для «заманивания» жертвы. Иногда женские персонажи сочетают обе вышеописанные черты. |                   |                                                                        |
| «'Not Your Exotic Fantasy' (с англ. — «Не твоя экзотическая фантазия»)» | январь 31, 2017   | 0,21                                                                   |
| Семнадцатая серия затрагивает пересечение сексистских и расистских тропов, а именно изображения темнокожей женщины, «экзотической, таинственной дикарки», сексуально привлекательной, желанной для мужского игрового персонажа, но и иногда кровожадной. Такой персонаж объединяет сексистские стереотипы, описанные в ранних сериях, с этническими и расовыми стереотипами и часто отражает идеи сексуальной объективации чёрного женского тела. Азиатские игры также могут использовать тёмный цвет кожи как признак злобности персонажа.                                                         |                   |                                                                        |
| «'The Lady Sidekick' (с англ. — «Леди-помощница»)» | апрель 27, 2017   | 0,19                                                                   |
| Последняя серия затрагивает популярный троп в видеоиграх — а именно женского компаньона, который требуется для прохождения уровней, фактически выполняя роль живого инструмента и чирлидера для мужского персонажа и доказательства его храбрых поступков. При этом мужской герой, как правило, слабо оказывает эмоциональную поддержку женскому компаньону, да и сама героиня плохо прописана как полноценная личность, она готова идти на уступки и жертвы ради героя. Часто такие женские персонажи являются по совместительству освобождёнными «девами в беде» и беззащитны без главного героя. |                   |                                                                        |

## Восприятие

### Массовая травля
После запуска сериала массовая травля сторонников геймергейта против Саркисян продолжилась. Второе видео из серии было временно заблокировано, алгоритмы Youtube отметили его как «содержащее неприемлемый материал». Однако Саркисян успешно обжаловала блокировку. Из-за большого количества дизлайков и оскорблений Саркисян отключила комментарии и оценки к своим следующим видео.
В августе 2014 года, после выхода шестой серии, посвящённой теме «женских персонажей как фоновых украшений», травля и преследование Саркисян достигли таких масштабов, что она была вынуждена покинуть свой дом. Она утверждала, что ей и её родственникам стали поступать угрозы расправы от неизвестных лиц и Саркисян была вынуждена обратиться за помощью к властям, чтобы те выследили и обезвредили сталкеров. После данного инцидента Саркисян объявила, что это только больше мотивировало её вести борьбу «с практикой травли и преследования женщин в сфере высоких технологий».

### Положительные отзывы
Нейт Карпентер, редактор Women & Language, оставил положительный отзыв о видеоролике «Дева в беде». Он похвалил то, как сериал переводит критику и язык средств массовой информации в формат, доступный широкой аудитории. Тем не менее тема для него казалась нишевой из-за того, что Карпентер не обладал знаниями о культурной среде, которую критиковала Саркисян, но в целом счёл её историю «умной, интересной и развлекательной отправной точкой» для тех, кто заинтересован в исследованиях средств массовой информации.
Крис Суллентроп из журнала The New York Times, обозревая первые четыре серии, назвал их «обязательными для просмотра всем, кто интересуется видеоиграми». Сериал также побудил Суллентропа лично спросить у Сигэру Миямото, продюсера Nintendo, почему тот так часто использует архетип девы в беде в своих играх. Миямото признался, что не задумывался об этом много лет. Редактор The Boston Globe Джесси Сингал похвалила видео за то, как Саркисян умело и ловко прибегает к аргументам, будто предвидя попытки их опровержения противниками, и сказала, что её работа играет важную роль в том, чтобы побудить игровую индустрию отказаться от злоупотребления стереотипами. В 2013 году журнал Newsweek причислил Саркисян к одной из «125 самых влиятельных женщин», комментируя, что, несмотря на преследования «девы в беде», она «достойна похвалы».
Пол Дин с сайта IGN заметил, что серия представляет собой анализ сексистских установок в видеоиграх, и признал, что описанные факты отражают реальность, даже если многим геймерам будет крайне трудно смириться с данным фактом. Тем не менее он опроверг тезис противников о том, что Саркисян атаковала сами игры, а скорее «разочаровывающие» истории в играх. Похожее мнение оставил и журналист с Houston Press Джеф Роунер, заметив, что, даже если для консервативных геймеров взгляды Саркисян могут казаться радикально феминистскими, её утверждения универсальны, истинны и отражают устоявшееся мнение в любом академическом курсе социологии.
Мэдди Майерс из Paste считает, что травля, с которой столкнулась Саркисян, обусловлена в целом нереалистичными ожиданиями и пристальным вниманием, с которыми, как правило, сталкиваются женщины в игровой индустрии. Джошуа Ривера, редактор Entertainment Weekly, утверждал, что сериал очень чётко излагает тот факт, что многие дизайнеры видеоигр склонны прибегать к ленивым сюжетным трюкам с помощью изображений насилия против женских персонажей. Он также назвал сериал ценным и заявил, что работа, проделанная Саркисян, ценна, потому что игры также являются средствами массовой информации и в них надо так же аккуратно подходить к подношению тех или иных стереотипных образов, как и в любой другой форме искусства.

### Критика
Обозреватель Chicago Sun-Times Нил Стейнберг заметил, что агрессивная травля Саркисян в итоге практически лишила почвы для конструктивной критики её сериала, поскольку такие люди не желают ассоциировать себя с интернет-троллями и боятся ответной травли противников геймергейт. Похожее мнение оставили Айан Богост и Анна Антропи, утверждая, что любая конструктивная критика потонула и затерялась в потоке личностных оскорблений в адрес Саркисян, поэтому её практически невозможно найти.
Говоря о серии «Женщины как фоновое украшение», Стейнберг указал на отсутствие доказательств в пользу теории того, что видеоигры провоцируют рост насилия против женщин. Тем не менее он похвалил её деятельность, назвав просветительской. Ной Берлацкий с сайта Newsweek заметил, что некоторые секс-работницы выступают против критики Саркисян видеоигр, так как та через критику сексуальной объективации женщин и изображения секс-индустрии в играх только способствует ухудшению восприятия секс-работниц в обществе. Екатерина Юнг в своей статье на сайте RealClearPolitics утверждала, что сериал «Тропы против женщин» прибегает в выборочному и искажённому анализу и не учитывает аргументы с доказательствами, способные опровергнуть аргументы Саркисян. Адриан Хмиларц и сторонник геймергейта с сайта Medium обвинил сериал в том, что его сторонники продавливают цензуру в интернете, утверждая, что любой журналист при попытке критики фактов, изложенных в сериале, начинает страдать от социального давления и что средства массовой информации не дают голоса этим людям.
Arkane Studios, разработчики игры Dishonored, заметили, что после выпуска сериала они стали подвергаться усиленной критике и приняли оборонительную позицию. Однако, повторно изучив роль женских персонажей в своей игре, они поняли, что это были только слуги, проститутки, ведьмы, королевы, девочки или любовницы, хотя так получилось непреднамеренно, они признали проблемное изображение женщин в своей игре, постарались исправить ситуацию с выпуском игры Dishonored 2 и расширили роль одного из женских персонажей до главной героини.

## Тропы против квиров в видеоиграх
В марте 2019 года канал Feminist Frequency выпустил короткий сериал под названием «Тропы против квиров в видеоиграх» (англ. Queer Tropes in Video Games), в котором ведущей выступает трансгендерная активистка Каролайн Петит. Формат её шоу аналогично шоу Саркисян, с основной разницей в том, что главной темой сериала выступают проблемы, связанные с изображением представителей ЛГБТ в видеоиграх. Сериал состоит из трёх серий.
Каролайн Петит раннее принимала участие в создании сериала «Тропы против женщин в видеоиграх» и заметила, что является заядлым геймером. Хотя тезисы, излагаемые Саркисян, Каролайн считала крайне важными для борьбы с мизогинией в культуре видеоигр, она также считала не менее важным освятить проблему гомо- и трансфобии в видеоиграх, а тезисы, изложенные Каролайн в её сериале, в целом не новы и отражают устоявшеюся точку зрения представителей ЛГБТ. На создание сериала «Тропы против квиров в видеоиграх» у редакторов Feminist Frequency имелось гораздо меньше средств, поэтому сериал состоит всего из трёх серий. Каролайн Петит должна была за короткое время перечислить самые основные тезисы о проблемном представлении ЛГБТ в играх. Она также призналась, что морально приготовилась к тому, что станет целью травли и ненависти со стороны интернет-троллей, особенно будучи трансгендером.
| Название | Дата выхода  |
| --- | ------------ |
| Is Ghirahim Gay or Just Coded That Way? (с англ. — «Джирахим гей или просто так закодирован?») | март 5, 2019 |
| В первой серии обсуждается крайне популярный как в кино, так и в видеоиграх архетип «квир-кодового злодея», когда сюжет демонстрирует харизматичного мужского злодея, чьи повадки выдают в нём неявную или явную гомосексуальность и небинарность. По мнению Каролайн, данный архетип возник из идей приравнивания небинарности к психопатии и способствует демонизации таких людей. При этом она не призывает полностью отказываться от данного архетипа, критикуя скорее контекст его использования и дисбаланс из-за куда меньшего количества небинарных героев и положительных персонажей. |              |
| Looking For Love from Fallout to Dream Daddy (с англ. — «В поисках любви от Fallout до Dream Daddy») | март 5, 2019 |
| Во втором видео затрагивается тема романтических отношений в видеоиграх и что, как правило, видеоигры через сюжетную линию продвигают мужественную гетеросексуальность как эталон нормальности игрового персонажа. Лишь с недавнего времени некоторые игры стали вводить возможность нетрадиционных отношений, однако они по-прежнему выглядят поверхностными, «отклонением от нормальности/экспериментом» и никогда не влияют на развитие основного сюжета. Каролайн также приводит положительный пример демонстрации однополых отношений, например в играх Dream Daddy: A Dad Dating Simulator, The Last of Us или франшизе Mass Effect. |              |
| Can We Do Better Than Zelda? (с англ. — «Можем ли мы сделать лучше, чем в Zelda?») | март 5, 2019 |
| В третьем видео Каролайн обсуждает давнюю традицию компьютерных игр использовать второстепенных транссексуальных и гомосексуальных персонажей для гомофобных и трансфобных шуток, например изображение гротескно карикатурных геев, пристающих к главному герою с подтекстом того, что герой однозначно предпочитает женщин, или же обнаружение того, что женский персонаж оказывается трансгендером, вызывая ужас и отвращение у героя. В ином случае игра подчёркивает внешнюю уродливость транс-женщины, даже используя это как предлог для совершения физического насилия. Также игры часто связывают активную гомосексуальность с сексуальным насилием. Почти все вышеперечисленные стереотипы можно встретить в играх серии Leisure Suit Larry или Grand Theft Auto. |              |